# 琴濵貞雄
琴濱貞雄（日语：／ Kotogahama Sadao，1927年10月10日—1981年6月7日），原名宇草貞雄，日本香川縣觀音寺市出身的前大相撲力士(出生地宮崎縣)。最高位置是東大關。他身高1.77米，重117公斤。所屬相撲部屋是二所之関部屋。
他是宮崎縣馬匹買賣中間人的長子，後搬到香川縣居住。他在1945年11月場所初次比賽，在1950年5月成為前頭級力士(並移籍佐渡嶽部屋)，他有7個打敗橫綱的金星章。
他在1958年昇至大關，但因右足姆指負傷成績持續不振，他在1962年引退，成為日本相撲協會年寄襲名尾車留在佐渡嶽部屋。1981年6月7日因腦出血在東京都新宿區內醫院去世，享年53歳。